# Philippine Leroy-Beaulieu
Philippine Leroy-Beaulieu (Roma, 25 d'abril de 1963) és una actriu francesa. Filla de l'actor Philippe Leroy-Beaulieu, tingué el seu gran paper el 1985 gràcies a la pel·lícula de la realitzadora francesa Coline Serreau, Trois hommes et un couffin i es feu conèixer internacionalment el 2020 interpretant la directora d'Emily, Sylvie Grateau, a la sèrie Emily in Paris de Netflix.

## Filmografia
| Any     | Pel·lícula          | Rol                  | Notes                          |
| ------- | ------------------- | -------------------- | ------------------------------ |
| 1984    | L'Amour en héritage | Fauve Mistral        | Minisèrie TV                   |
| 1988    | Natalia             | Natalia Gronska      | Film Festival de Canes de 1988 |
| 1994    | Neuf mois           | Mathilde             |                                |
| 2015    | Graziella           | Amiga de Graziella   |                                |
| de 2015 | Call My Agent!      | Catherine Barneville | Sèrie de tele (7 episodis)     |
| 2020    | Emily in Paris      | Sylvie Grateau       | Sèrie de tele (10 episodis)    |